# Burbanks
Burbanks is een spookdorp in de regio Goldfields-Esperance in West-Australië. De plaats maakt deel uit van het lokale bestuursgebied (LGA) Shire of Coolgardie.

## Geschiedenis
Ten tijde van de Europese kolonisatie leefden de Maduwongga-Aborigines in de streek. Ze hadden eerder de Kalamaia naar het westen verdreven.
De eerste Europeanen die door de streek trokken waren de ontdekkingsreizigers Henry Maxwell Lefroy in 1863 en Charles Cooke Hunt in 1864. Lefroy leerde van de Aborigines diverse manieren om aan water te geraken. Hunt maakte gebruik van Lefroy's aantekeningen. Hij groef waterputten met zijn ploeg gevangenen en legde dammen aan om het water op te vangen dat na regenbuien van grote rotsformaties liep. Het werk van beide ontdekkingsreizigers maakte de latere prospectie en ontwikkeling van de streek mogelijk.
In 1894 vond W. Burbanks er goud. Het plaatsje Burbanks werd er in 1897 officieel gesticht. Het werd naar W. Burbanks vernoemd.
Tussen 1894 en 1914 werd er meer dan 11.000 kilogram goud geproduceerd. Begin jaren 1950 begon de 'Western Mining Corporation' er naar goud te delven. De goudmijn sloot in 1991 de deuren.

## 21e eeuw
Het district is de grootste producent van mineralen in de regio Goldfields-Esperance. Er zijn een twintigtal mijn- en verwerkingsbedrijven actief. Sinds 2005 delft het bedrijf 'Barra Resources Ltd' naar goud in Burbanks.

## Ligging
Burbanks ligt 567 kilometer ten oostnoordoosten van de West-Australische hoofdstad Perth, 50 kilometer ten zuidwesten van het aan de Goldfields Highway gelegen Kalgoorlie en 9 kilometer ten zuiden van het aan de Great Eastern Highway gelegen Coolgardie, de hoofdplaats van het lokale bestuursgebied waarvan het deel uitmaakt.

## Klimaat
Burbanks kent een koud steppeklimaat, BSk volgens de klimaatclassificatie van Köppen.

## Varia
- In 1897 werd door 'bushrangers' een hold-up gepleegd op John Mitchell en John Paull die met paard en kar en de lonen van de mijnwerkers naar Burbanks onderweg waren. Mitchell en Paull werden aan een boom vastgebonden. De daders en de buit werden nooit gevonden.[3]
- Professor Nicholas die aan de basis van de aspro lag, werkte een tijd als mijnmanager in Burbanks.[3]

Agnew · Balagundi · Balgarri · Bardoc · Beria · Black Flag · Bonnie Vale · Boorara · Boulder · Broad Arrow · Buldania · Bullabulling · Bulong · Burbanks · Burtville · Callion · Cascade · Comet Vale · Condingup · Coolgardie · Coonana · Cosmo Newbery · Cundeelee · Dalyup · Davyhurst · Duketon · Dundas · Dunnsville · Esperance · Eucla · Eulaminna · Euro · Feysville · Forrest · Gibson · Gindalbie · Golden Ridge · Goongarrie · Grass Patch · Gudarra · Gwalia · Higginsville · Hopetoun · Israelite Bay · Jerdacuttup · Kalgoorlie · Kambalda · Kambalda West · Kanowna · Kathleen · Kintore · Kookynie · Kurnalpi · Kunanalling · Kundana · Kurrajong · Kurrawang · Lakewood · Laverton · Lawlers · Leinster · Leonara · Linden · Londonderry · Loongana · Malcolm · Menzies · Mertondale · Mount Burges · Mount Ida · Mount Margaret · Mount Morgans · Mulgarrie · Mulwarrie · Mulline · Mungari · Munglinup · Murrin Murrin · Niagara · Norseman · Ora Banda · Princess Royal · Ravensthorpe · Rawlinna · Salmon Gums · Scaddan · Sir Samuel · Tampa · Vivien · Warburton · Waverley · Widgiemooltha · Windanya · Wingellina · Woodarra · Yarri · Yerilla · Yunndaga · Yundamindera · Zanthus